# Pinball Fantasies
Pinball Fantasies es un videojuego de pinball diseñado por Digital Illusions CE para el sistema Amiga, como una secuela a Pinball Dreams. Una futura secuela sería lanzada en 1995 llamada Pinball Illusions.

## Tablas
Al igual como en Pinball Dreams, Pinball Fantasies contiene cuatro mesas con diferentes niveles de dificultad.
- Party Land es una tabla ambientada en un Parque de diversiones, donde las letras PARTY (Fiesta) o CRAZY (Loco) deben estar encendidas para iniciar un evento de alto puntaje. Esta es la tabla más fácil debido a sus múltiples opciones de alto puntaje. Esta tabla está incluida en la versión de shareware.

- Speed Devils está enfocado en una carrera de coches, y el jugador debe superar autos para tomar la delantera. Esta es más difícil por la escasez de opciones de alto puntaje; adicionalmente, la tabla Billion Dollar y esta le darán al jugado sólo una bola extra en jugabilidad normal. Todas las cuatro tablas premian una bola extra después de haber perdido las otras; esto ocurre al azar.

- Billion Dollar Gameshow es una tabla al estilo de un concurso televisivo donde el jugador intenta ganar premios. Este es el más difícil, en parte por el límite de sólo una bola extra.

- Stones 'N Bones está basada en una casa de sustos, similar a Nightmare de Pinball Dreams, donde el jugador debe encender ocho luces sucesivamente. Esta es generalmente considerada la tabla de más alto puntaje.

## Versiones
- La original, que corre en computadores Amiga con 1MB de RAM.
- Una versión Amiga CD32, lanzada en 1993.
- Una versión AGA mejorada para Amiga 1200 y 4000.
- Después se le hizo un port a computadores 286 corriendo MS-DOS. Comparado con el port de Pinball Dreams, esta versión de Pinball Fantasies sobresale en calidad. La versión de PC es notable por ofrecer calidad extremadamente alta, pero música y sonido tranquilo para el simple PC speaker, el cual no fue previamente escuchado sin una tarjeta de sonido separada. El juego corre bien con un 286 de 12 MHz, y solo requiere una tarjeta VGA. Esta versión es rápida porque usa Mode X y desplazamiento de doble pantalla para evitar redibujar la pantalla en cada cuadro. Además, una versión shareware ha sido lanzada, con sólo la tabla Party Land.
- Se ha lanzado una conversión al sistema Jaguar, la cual contiene colores extra, pero un movimiento más lento de la bola.
- Se ha lanzado una versión para Super Nintendo del juego. Mientras que ésta mantuvo las mismas tablas y música de la versión original, se han semiredibujado las tablas, para hacer juego con la poca capacidad de colores de la consola.
- Se ha lanzado una versión para Game Boy, la cual requirió limitar algunas características debido al bajo poder de la consola.
- Una compilación incluyendo las tablas de Pinball Dreams se ha lanzado como Pinball Fantasies Deluxe para MS-DOS.
- Una compilación incluyendo las tablas de Pinball Dreams se ha lanzado como Pinball Fantasies Deluxe para PlayStation en Japón.
- Se ha lanzado una versión de Game Boy Advance, bajo el nombre de Pinball Challenge Deluxe, con tablas de Pinball Dreams.
- Se ha lanzado una versión para iOS el 20 de julio de 2009.
- Se ha lanzado una versión para PlayStation Portable.
- Se ha lanzado una versión para Nokia N9.